# アゲ揚げ白岡トマルーめん
アゲ揚げ白岡トマルーめん（アゲあげしらおかトマルーめん）は、埼玉県白岡市のご当地焼きそば。かた焼きそばの一種である。

## 概要
パリパリとした揚げ麺に、野菜や魚介類を使ったトマト風味の餡をかけたかた焼きそばである。トマトの味は、餡の中の酸味とさっぱり味わいをとした味わいを補助する程度であり、トマト味よりも野菜や海鮮の味のほうが強い。
「食彩市場 和楽」（白岡市）で考案された。
2011年5月に第8回埼玉B級ご当地グルメ王決定戦に参戦し、上位入賞は逃したが人気を得た。

## 開発の経緯
2008年頃に白岡町（当時）では、ナシに代わる名産品としてトマトを売り出そうとしており、町おこしの一環として白岡市商工会の「特産品開発事業」トマトを使ったメニューを白岡市商工会の「特産品開発事業」が新しいメニューを募った。後に白岡市商工会の「特産品開発事業」の1品として組み込まれている。
和楽では2008年頃にトマトらーめんを、2013年頃にアゲ揚げ白岡トマルーめんを開発した。
トマト味が強くないのは、「トマトが苦手な人でも楽しめる料理」ということから。